# 스터디그룹 (드라마)
《스터디그룹》는 2025년 1월 23일부터 2025 2월 20일까지 방송 중인 TVING 오리지널 시리즈다.

## 기획 의도
공부를 잘하고 싶지만 싸움 실력에만 재능이 몰린 소년 윤가민이 지상 최악의 학교 유성공고에서 스터디그룹을 결성하며 벌어지는 치열한 입시 이야기

## 제작진

### 제작사
- 와이랩 플렉스

### 제작
- 이태희
- 백충화: 제작사 와이랩 플렉스의 대표.

### 극본
- 엄선호
- 오보현

### 연출
- 이장훈

- 유범상: 드라마 〈O'PENing 2024 - 수령인〉을 메인 연출. 〈반짝이는 워터멜론〉을 공동 연출. 〈우월한 하루〉, 〈멜랑꼴리아〉 등 연출.

## 등장 인물

### 주요 인물
- 황민현 : 윤가민 역 (아역: 장선율, 최승훈)
- 한지은 : 이한경 역
- 차우민 : 피한울 역
- 이종현 : 김세현 역 (아역: 강태웅, 신서우)
- 신수현 : 이지우 역 (아역: 이남경)
- 윤상정 : 최희원 역
- 공도유 : 이준 역 (아역: 강지용, 송승환)

### 유성공고 학생들
- 홍민기 : 박건엽 역 (아역: 오한결))
- 백서후 : 마민환 역
- 주연우 : 김순철 역
- 이광희 : 정도훈 역
- 서민제 : 강태오 역
- 박윤호 : 이현우 역 (아역: 조이현)
- 진우진 : 김규진 역
- 김민아 : 황미희 역
- 권형석 : 이대철 역
- 한정훈 : 박민철 역
- 박승완 : 정도훈 역
- 이웅재 : 유준민 역
- 장주영 : 김호민 역 (아역: 최예찬)

### 연백파
- 이종혁 : 피연백 역 (1회, 5회, 9회 ~ 10회)
- 김민 : 오장호 역 - 스카우터 (4회)
- 임지섭 : 안티 역 (아역: 조이안, 박준혁)
- 이동훈 : 서유비 역
- 모건후 : 국관우 역
- 서인걸 : 장비환 역
- 강윤 : 채선호 역
- 박재휘 : 김재승 역
- 김낙균 : 추성웅 역
- 유인수 : 추재황 역 (9회 ~ 10회)
- 박진 : 방상인 역

### 가민의 가족
- 김영아 : 전미현 역 - 가민 모 (1회 ~ 2회, 6회 ~ 10회)
- 윤기창 : 전영하 역 - 윤가민의 삼촌

### 둔천경찰서
- 심우성 : 나태만 역
- 김동균 : 황도균 역
- 박동일 : 박광현 역

### 만일고 학생들
- 이웅재 : 유준민 역 (아역: 강지석)
- 마현지 : 홍재희 역
- 박민수 : 박우열 역

### 그 외 인물
- 정재성 : 교감 역 (1회 ~ 2회, 4회, 7회, 9회 ~ 10회)
- 김영웅 : 세현 부 역 (1회, 5회 ~ 6회, 9회)
- 전무송 : 순철 할아버지 역 (7회 ~ 8회)
- 한정훈 : 민철 역
- 권형석 : 이대철 역
- 김정영 : 오정화 역 (4회)
- 장의돈 : 장학사 역
- 리민 : 학생부장 역
- 서동규 : 학생 1 역
- 이영준 : 학생 2 역
- 허영진 : 학생 3 역
- 김휘규 : 서열 173위 역
- 박진철[2] : 서열 3위 역
- 장주영 : 김호민 역
- 미상 : 김세현의 아빠 역
- 조승연 : 교무부장 역 (5회 ~ 6회, 8회 ~ 9회 ~ 10회)
- 박승완 : 이훈재 역
- 재후 : 선생님 1 역
- 이동기 : 엄석대 역

## 참고 사항
- 문화체육관광부와 한국콘텐츠진흥원이 추진하는 ‘온라인동영상서비스(OTT) 특화콘텐츠 제작 지원 사업’으로 선정되었다. 최대 지원금인 30억원을 지원받는 5편의 드라마 중 하나이다.[3]
- 블루스트링 웹툰 중 첫 실사화 작품이다. 다만 이 드라마를 포함해 블루스트링 원작 드라마 모두가 각기 다른 공동 제작사 및 다른 플랫폼으로 갈라졌기 때문에, 원작의 유니버스 요소를 차용할 가능성은 적다.[4]
- 주인공인 황민현이 군 복무 중이므로 제작발표회를 열지 않았으며 보통 드라마들처럼 배우들이 진행하는 홍보 활동이 거의 없다시피 하다. 이러한 우려에 이장훈 감독은 "(황민현 전역 후인) 1년 뒤로 공개 시기를 미룰 수는 없었다"며 "작품의 힘으로 부딪혀 볼 것"이라고 답했다.
- 1화에서 이한경(한지은)이 첫 등장하여 출석을 호명하는데 원작 웹툰 작가인 신형욱, 유승연의 이름을 사용하였다.
- 2화에서 주인공 윤가민이 들었던 인터넷 강의 강사들 중 일타스캔들의 주인공 최치열의 이름이 나온다.
- 극 중 배경이 되는 학교는 과거에 도봉산으로 이름을 알렸던 학교 중 대중예술고등학교와 인천전자마이스터고등학교이다. 두 학교는 하나의 건물을 공유하는 구조로, 극 중에서는 하나의 학교로 취급되었다.
- 불에 붙은 가방을 발로 차서 날려버리는 장면을 비롯한 거의 모든 액션 씬을 황민현이 대역 없이 소화해냈다고 이장훈 감독이 인터뷰에서 밝혔다.[5] 이러한 비하인드 영상은 황민현의 개인 유튜브에서도 직접 확인할 수 있다.[6]
- 한지은은 2025년에 개봉한 영화 《히트맨2》 이후로 1일 만에 재회하는 작품이다.
- 강윤, 김민은 2023년에 개봉한 천만영화 《범죄도시3》 이후로 2년만에 재회하는 작품이다.